# Angel of Mine (Film)
Angel Of Mine ist ein australischer Psychothriller von Kim Farrant aus dem Jahr 2019. Es ist ein Remake des französischen Films Das Zeichen des Engels. In den Hauptrollen sind Noomi Rapace, Luke Evans, Yvonne Strahovski und Richard Roxburgh zu sehen.

## Handlung
Vor sieben Jahren hat Lizzie Manning ihre neugeborene Tochter durch einen Brand in der Geburtsklinik verloren. Diesen Schicksalsschlag hat sie nie richtig verarbeitet und leidet seitdem unter psychischen Problemen. Sie befindet sich in Therapie, hat sich aber selber nicht im Griff, weswegen ihr Ex-Mann Mike auch versucht, das alleinige Sorgerecht für den gemeinsamen Sohn Thomas zu bekommen. Auf einer Feier meint Lizzie, in der siebenjährigen Lola ihre Tochter wiederzuerkennen und folgt deren Mutter bis nach Hause. Dort erkennt sie, dass deren Heim zum Verkauf ausgeschrieben ist. Sie gibt sich als Kaufinteressentin aus und besichtigt mit ihrem Sohn das Haus. Da Thomas mit Lolas Bruder befreundet ist, kann Lizzie Lola zunächst unauffällig nahe kommen. Lolas Mutter Claire wird jedoch zunehmend beunruhigt. Bei einer Ballettaufführung, an der Lola teilnimmt, bemerkt Claire, dass Lizzie aus den Kulissen zusieht und Lola auf sich aufmerksam macht. Nach der Vorstellung spricht Bernard, Claires Mann, Lizzie an und lädt sie zur Abschiedsparty vor dem Umzug ein. Als Claire hinzukommt, verabschiedet sich Lizzie rasch. Beide Eltern finden ihr Verhalten zunehmend seltsam.
Claire sucht Lizzie an deren Arbeitsplatz auf, um sie zurechtzuweisen. Daraufhin erzählt Lizzie ihr von dem Brand und dass sie glaubt, Lola sei ihre Tochter. Claire erwidert, Lola sei in einer anderen Klinik geboren, und fordert sie auf, sich von ihrer Familie fernzuhalten. Sie sei verrückt und brauche eine Therapie.
Auf einem Kinderfest gibt sich Lizzie als eine Freundin von Claire aus und unternimmt mit Lola eine Bootsfahrt. Als Claire anruft, um sich zu vergewissern, dass ihre Kinder okay sind, erfährt sie davon und fährt sofort hin. Dort angekommen, ist Lizzie inzwischen gegangen und Lola ist ganz entspannt. Lizzie habe mit ihr über Engel und Babys gesprochen.
Zuhause trifft Lizzie weder bei Mike noch bei ihren Eltern auf Verständnis. Alle dringen in sie, sich endlich mit dem Verlust abzufinden.
Lizzie geht – da Bernard sie ja eingeladen hat – zur Umzugsabschiedsfeier. Sie versucht, von Lolas Eltern unbemerkt in Lolas Zimmer zu gelangen, wird aber entdeckt und von Claire unsanft hinausbefördert. Sie solle aufhören, zu stalken, andernfalls werde die Polizei informiert.
Lizzie wartet draußen im Auto, bis die letzten Gäste gegangen sind, und schleicht sich ins Haus zurück. Sie gelangt auch bis in Lolas Zimmer, mit dem Ziel, mit der Schere eine Haarprobe abzuschneiden, muss allerdings feststellen, dass Lola außer Haus übernachtet. Als Claire, von einem Geräusch im Kinderzimmer alarmiert, nach dem Rechten sieht, versteckt sich Lizzie in Lolas Kleiderschrank. Weil das Haus nachts abgeschlossen und die Alarmanlage eingeschaltet wird, bleibt Lizzie nichts anderes übrig, als im Schrank zu übernachten. Am nächsten Morgen sucht sie im Bett nach Haaren von Lola, da sie augenscheinlich vorhat, einen Gentest machen zu lassen. Schließlich steckt sie Lolas Haarbürste ein. Diese ragt aus der Tasche heraus, weil letztere zu klein ist. Als sie sich aus dem Haus schleichen will, wird sie jedoch im letzten Moment von Claire entdeckt. Diese erfasst angesichts der Haarbürste sogleich die Lage und greift Lizzie an. Dabei geht ein gläserner Bilderrahmen zu Bruch, und beide Frauen verletzen sich an den Scherben. In der erbitterten Auseinandersetzung greift Claire schließlich zu Lizzies Schere und hält sie ihr an die Kehle. Lizzie fordert sie auf, sie zu töten, da sie ihr Baby gestohlen habe. Da bricht Claire zusammen und sagt, sie habe ihr Baby nicht gestohlen, sondern gerettet. Ihr eigenes Baby sei im Feuer erstickt. Da ihr Mann bei der Geburt nicht dabei gewesen sei, habe er nichts von dem Tausch gemerkt. Sie selbst habe geglaubt, die Mutter des anderen Babys sei tot.
Kaum ist das Geständnis erfolgt, merken die Frauen, dass Bernard mittlerweile gekommen ist und alles mit angehört hat.
In der letzten Szene sieht man, wie Bernard Lola zu Besuch zu einer entspannten Lizzie, Mike und Lizzies Eltern bringt. Claire sitzt derweil niedergeschlagen im Auto. Sie hat einen Prozess wegen Kindesraubs vor sich. Lola ist zunächst noch schüchtern, aber als Lizzie vorschlägt, dass ihr Bruder doch mitkommen und mit Thomas spielen könne, stimmt sie fröhlich zu und läuft in den Garten.

## Besetzung und Synchronisation
Die deutschsprachige Synchronisation des Films hat die Metz-Neun Synchron Stud aus Offenbach am Main übernommen.
| Rolle          | Darsteller        | Synchronsprecher     |
| -------------- | ----------------- | -------------------- |
| Lizzie Manning | Noomi Rapace      | Sandra Schwittau     |
| Mike           | Luke Evans        | Jaron Löwenberg      |
| Claire         | Yvonne Strahovski | Sonja Spuhl          |
| Bernard        | Richard Roxburgh  | Gilles Karolyi       |
| Brian          | Rob Collins       | André Mendez         |
| Carl           | Pip Miller        | Michael Deckner      |
| Ellen          | Rachel Gordon     | Angelika Osusko      |
| Jeremy         | Indi Serafin      | Maximilian Weseler   |
| Lena           | Tracy Mann        | Monika Müller-Heusch |
| Lola           | Annika Whiteley   | Julie Sommer         |
| Thomas         | Finn Little       | Leo Amic             |

## Produktion
Im Februar 2018 wurde die Besetzung von Noomi Rapace unter der Regie von Kim Farrant und nach dem Drehbuch von Luke Davies bekannt. Ende März 2018 erweiterte Yvonne Strahovski den Cast. Die Dreharbeiten begannen im April 2018 in Melbourne. Produziert wurde das Projekt von Brian Etting und Josh Etting sowie Su Armstrong von SixtyFourSixty. Nadine de Barros und Robert Ogden Barnum von Fortitude International fungieren als ausführende Produzenten.

## Rezeption

### Kritiken
„Angel of Mine ist handwerklich sehr gut umgesetzt, die musikalische Untermalung trägt zu dem unangenehmen Gefühl bei, den [sic!] die Handlung hervorruft und auch von Seiten der Schauspieler braucht sich der Film keineswegs zu verstecken.“

„Daneben setzt Farrant stark auf ihre beiden Hauptdarstellerinnen, denn wie in der Vorlage wird sich ganz auf das Psychoduell der beiden Mutter-Kontrahentinnen konzentriert. Auch wenn Rapaces bereits gelobte emotionale Achterbahnfahrt zwischen Wut, Trauer und Mutterglück die einprägsamere ist, findet das Duell zweier hervorragender Schauspielerinnen fast auf Augenhöhe statt. Denn Yvonne Strahovski („Manhattan Nocturne – Tödliches Spiel“, „Chuck“) setzt als bärbeißige, um ihr Kind kämpfende „Löwenmutter“, die mit allen Mitteln ihre Familie schützen will, gekonnt das nötige Gegengewicht.“

„Über weite Strecken ist diese Mischung aus Drama und Thriller aber durchaus spannend, da man doch wissen will, worauf das alles hinausläuft und ob ein Weg aus der Sackgasse führt, in welche sich die traumatisierte Frau verrannt hat.“

### Auszeichnungen
Saturn-Award-Verleihung 2021
- Nominierung als Bester Independentfilm